# Rocksjöbadet

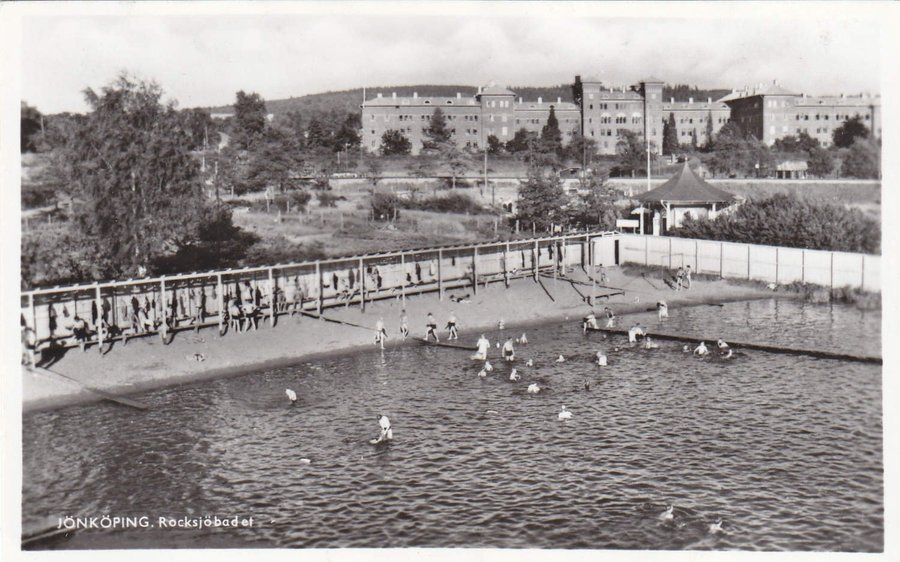
Rocksjöbadet med Smålands artilleriregementes kaserner i bakgrunden

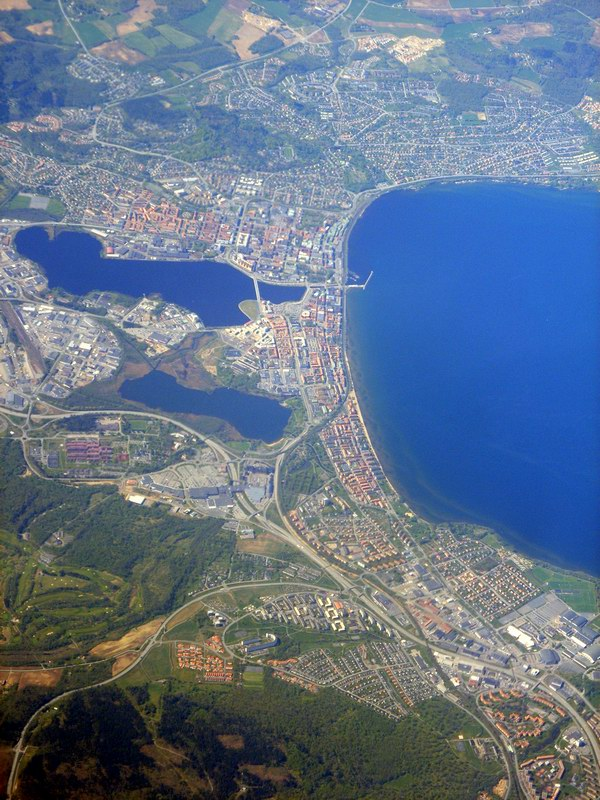
Jönköping från luften, österifrån. Rocksjöbadet ligger i mitten av bilden.

Rocksjöbadet är en kommunal badplats i Rocksjön vid Knektaparken på Öster i Jönköping. Det ligger i anslutning till Rocksjöns naturreservat.
Jönköpings stad anlade 1929 ett nytt friluftsbad vid Rocksjön, efter det att Vättern blivit otjänlig för bad på grund av orenade kloakutsläppen där.
I slutet av 1930-talet byggdes därför reningsverk både vid Talavid på Väster och vid Undergången på Öster. Det östra byggdes samman med den kloakpumpstation, ritad av August Atterström, som uppförts redan 1928 vid Undergången. Läget för Västra reningsverket var däremot kontroversiell och stadens byggnadschef Ragnar Lindqvist gjorde vad han kunde för att ett kloakverk inte skulle bli störande. Stadsarkitekten Göran Pauli ritade denna.